# Beleléu
Beleléu é uma editora brasileira especializada na publicação de quadrinhos autorais e artes gráficas. Criada em 2009 no Rio de Janeiro, estreou com o lançamento do livro de mesmo nome. Seus livros Se a Vida Fosse Como a Internet e Friquinique ganharam, respectivamente as edições de 2013 e 2014 do Troféu HQ Mix, principal prêmio brasileiro de quadrinhos.